# پارک ایبیراپوئرا
پارک ایبیراپوئرا (در زبان پرتغالی : Parque Ibirapuera) یک پارک عمومی معروف و مهم در شهر سائوپائولو، برزیل است. این پارک که در مرکز و جنوب این شهر واقع است، در سال ۱۹۵۴ افتتاح شد و اسکار نیمایر معمار و طراح آن است.
در آن مکانی برای دوچرخه سواری، تئاتر رو باز، و مکان های دیدنی زیبایی وجود دارد

## جستارهای وابسته

نمایی از پارک ایبیراپوئرا